# Мартиросян, Самсон Енокович
Самсон Енокович Мартиросян — советский хозяйственный деятель, полный кавалер ордена Трудовой Славы.

## Биография
Родился в 1927 году в Армянской ССР. Член КПСС.
В 1941—1987 — прицепщик, механизатор, военнослужащий Советской армии, тракторист-машинист колхоза имени Джапаридзе Калининского района Армянской ССР.
Указами Президиума Верховного Совета СССР от 14 февраля 1975 года и 27 декабря 1976 года соответственно за досрочное выполнение социалистических обязательств награждён орденами Трудовой Славы III и II степеней.
За высокоэффективное использование техники, внедрение прогрессивной технологии в кормопроизводстве и строительстве с/х объектов был в составе коллектива удостоен Государственной премии СССР за выдающиеся достижения в труде 1979 года.
Указом Президиума Верховного Совета СССР от 7 июля 1986 года награждён орденом Трудовой Славы I степени, став полным кавалером ордена Трудовой Славы.
Умер после 1986 года в Армении.